# Championnat de Belgique de football 2022-2023
Navigation
Jupiler Pro League 2021-2022 Jupiler Pro League 2023-2024
La saison 2022-2023 de la Jupiler Pro League est la 120e saison de la première division belge.

## Changement d'équipes
Après avoir terminé bon dernier avec une très large marge, le Beerschot fait la culbute après deux saisons au plus haut niveau. Sa place est prise par les lauréats du championnat de deuxième division 2021-2022, le KVC Westerlo, de retour parmi l'élite après avoir passé cinq saisons à l'échelon inférieur à la suite de sa relégation à la fin de la saison 2016-2017. Aucun autre changement ne s'est produit car le RFC Seraing a remporté le barrage de relégation contre le RWDM, ce qui lui permet de se maintenir.

## Changement de format
En raison de la pandémie de Covid-19, exceptionnellement, aucune équipe n'a été reléguée du Championnat de Belgique de football 2019-2020, ce qui a entraîné l'extension temporaire de la ligue à dix-huit clubs. Au terme de cette saison 2022-2023, retour au format à seize : trois équipes seront dès lors confrontées à une relégation directe au lieu d'une seule. Un nouveau format a également été décidé à partir de 2023-2024, modifiant légèrement la structure des séries des play-offs mais surtout augmentant également les équipes reléguant chaque saison de 1 à 2 directes plus 1 facultative jusqu'aux séries des play-offs.

## Clubs participants

### Liste
| Club                        | Présent depuis | Classement 2021-2022 | Entraîneur                        | Depuis | Budget (M€) | Stade                        | Capacité théorique | Ville       | Saisons en première division |
| --------------------------- | -------------- | -------------------- | --------------------------------- | ------ | ----------- | ---------------------------- | ------------------ | ----------- | ---------------------------- |
| Club Bruges                 | 1959           | 1er                  | Rik De Mil                        | 2023   | 172.95      | Stade Jan Breydel            | 29 062             | Bruges      | 100                          |
| Royale Union Saint-Gilloise | 2021           | 2e                   | Karel Geraerts                    | 2022   | 35.95       | Stade Joseph Marien          | 9 400              | Forest      | 59                           |
| RSC Anderlecht              | 1935           | 3e                   | Brian Riemer                      | 2022   | 86.7        | Lotto Park                   | 21 500             | Anderlecht  | 91                           |
| Royal Antwerp FC            | 2017           | 4e                   | Mark van Bommel                   | 2022   | 61.9        | Bosuilstadion                | 16 144             | Anvers      | 101                          |
| KAA La Gantoise             | 1989           | 5e                   | Hein Vanhaezebrouck               | 2020   | 49.58       | Ghelamco Arena               | 20 000             | Gand        | 83                           |
| KRC Genk                    | 1996           | 6e                   | Wouter Vrancken                   | 2022   | 112.5       | Cegeka Arena                 | 23 718             | Genk        | 40                           |
| Sporting Charleroi          | 2012           | 7e                   | Felice Mazzù                      | 2022   | 34.03       | Stade du Pays de Charleroi   | 15 000             | Charleroi   | 57                           |
| KV Malines                  | 2019           | 8e                   | Steven Defour                     | 2022   | 28.7        | Stade AFAS Achter de Kazerne | 16 672             | Malines     | 71                           |
| Saint-Trond VV              | 2015           | 9e                   | Bernd Hollerbach                  | 2021   | 15.08       | Stayen                       | 14 600             | Saint-Trond | 45                           |
| Cercle Bruges               | 2018           | 10e                  | Miron Muslić                      | 2022   | 19.9        | Stade Jan Breydel            | 29 062             | Bruges      | 83                           |
| OH Louvain                  | 2020           | 11e                  | Marc Brys                         | 2020   | 20          | Den Dreef                    | 10 020             | Louvain     | 6                            |
| KV Ostende                  | 2013           | 12e                  | Donimik Thalhammer                | 2022   | 22.7        | Diaz Arena                   | 8 400              | Ostende     | 13                           |
| KV Courtrai                 | 2008           | 13e                  | Bernd Storck                      | 2022   | 19.08       | Stade des Éperons d'or       | 9 399              | Courtrai    | 35                           |
| Standard de Liège           | 1921           | 14e                  | Ronny Deila                       | 2022   | 37.4        | Stade Maurice-Dufrasne       | 27 670             | Liège       | 104                          |
| KAS Eupen                   | 2016           | 15e                  | Edward Still                      | 2022   | 12.53       | Stade du Kehrweg             | 8 363              | Eupen       | 7                            |
| SV Zulte Waregem            | 2005           | 16e                  | Frederik D’Hollander Davy De Fauw | 2023   | 13.23       | Elindus Arena                | 12 414             | Waregem     | 17                           |
| RFC Seraing                 | 2021           | 17e                  | Jean-Sébastien Legros             | 2022   | 9.13        | Stade du Pairay              | 8 207              | Seraing     | 1                            |
| KVC Westerlo                | 2022           | 1er (D2)             | Jonas De Roeck                    | 2022   | 24.05       | Het Kuipje                   | 8 035              | Westerlo    | 18                           |

### Localisation
Cercle Bruges

 Club Bruges

### Changements d'entraîneur
| Club                        | Entraîneur partant               | Motif du départ          | Date de départ              | Position   | Entraîneur arrivant                             | Date d'arrivée     |
| --------------------------- | -------------------------------- | ------------------------ | --------------------------- | ---------- | ----------------------------------------------- | ------------------ |
| Club Bruges                 | Alfred Schreuder                 | Signe à l'Ajax Amsterdam | Fin de la saison 2021-2022, | Pré-saison | Carl Hoefkens                                   | 25 mai 2022        |
| KAS Eupen                   | Michael Valkanis                 | Fin de contrat           | Fin de la saison 2021-2022, | Pré-saison | Bernd Storck                                    | 25 mai 2022        |
| KRC Genk                    | Bernd Storck                     | Consentement mutuel      | Fin de la saison 2021-2022, | Pré-saison | Wouter Vrancken                                 | 28 mai 2022        |
| KV Malines                  | Wouter Vrancken                  | Signé pour Genk          | Fin de la saison 2021-2022, | Pré-saison | Danny Buijs                                     | 1er juin 2022      |
| RFC Seraing                 | Jean-Louis Garcia                | Résigné                  | Fin de la saison 2021-2022, | Pré-saison | José Jeunechamps                                | 20 mai 2022        |
| Royal Antwerp FC            | Brian Priske                     | Limogé                   | Fin de la saison 2021-2022, | Pré-saison | Mark van Bommel                                 | 26 mai 2022        |
| Royale Union Saint-Gilloise | Felice Mazzù                     | Signé pour Anderlecht    | Fin de la saison 2021-2022, | Pré-saison | Karel Geraerts                                  | 9 juin 2022        |
| RSC Anderlecht              | Vincent Kompany                  | Consentement mutuel      | Fin de la saison 2021-2022, | Pré-saison | Felice Mazzù                                    | 31 mai 2022        |
| Standard de Liège           | Luka Elsner                      | Remplacé                 | Fin de la saison 2021-2022, | Pré-saison | Ronny Deila                                     | 13 juin 2022       |
| SV Zulte Waregem            | Davy De Fauw Timmy Simons        | Remplacés                | Fin de la saison 2021-2022, | Pré-saison | Mbaye Leye                                      | 17 mai 2022        |
| KV Courtrai                 | Karim Belhocine                  | Limogé                   | 29 août 2022                | 17e        | Adnan Čustović                                  | 1er septembre 2022 |
| Cercle Bruges               | Dominik Thalhammer               | Remplacé                 | 19 septembre 2022           | 17e        | Miron Muslić                                    | 19 septembre 2022  |
| KV Malines                  | Danny Buijs                      | Limogé                   | 17 octobre 2022             | 13e        | Steven Defour                                   | 17 octobre 2022    |
| Sporting Charleroi          | Edward Still                     | Limogé                   | 22 octobre 2022             | 11e        | Frank Defays (intérimaire)                      | 28 novembre 2022   |
| KAS Eupen                   | Bernd Storck                     | Limogé                   | 23 octobre 2022             | 14e        | Kristoffer Andersen Mario Kohnen (intérimaires) |                    |
| RSC Anderlecht              | Felice Mazzù                     | Limogé                   | 24 octobre 2022             | 12e        | Robin Veldman (intérimaire)                     | 24 octobre 2022    |
| KV Ostende                  | Yves Vanderhaeghe                | Limogé                   | 31 octobre 2022             | 14e        | Dominik Thalhammer                              |                    |
| RFC Seraing                 | José Jeunechamps                 | Limogé                   | 31 octobre 2022             | 17e        | Jean-Sébastien Legros (it)                      |                    |
| KV Courtrai                 | Adnan Čustović                   | Limogé                   | 14 novembre 2022            | 17e        | Bernd Storck                                    | 18 novembre 2022   |
| KAS Eupen                   | Kristoffer Andersen Mario Kohnen | Fin de l'intérim         | 24 novembre 2022            | 15e        | Edward Still                                    | 24 novembre 2022   |
| Sporting Charleroi          | Frank Defays                     | Fin de l'intérim         | 28 novembre 2022,           | 12e        | Felice Mazzù                                    | 28 novembre 2022,  |
| RSC Anderlecht              | Robin Veldman                    | Fin de l'intérim         | 2 décembre 2022             | 11e        | Brian Riemer                                    | 2 décembre 2022    |
| Club Bruges                 | Carl Hoefkens                    | Limogé                   | 28 décembre 2022            | 4e         | Scott Parker                                    | 31 décembre 2022   |
| Club Bruges                 | Scott Parker                     | Limogé                   | 8 mars 2023                 | 4e         | Rik De Mil                                      | 8 mars 2023        |
| SV Zulte Waregem            | Mbaye Leye                       | Limogé                   | 15 mars 2023                | 17e        | Frederik D’Hollander Davy De Fauw               | 15 mars 2023       |
| Standard de Liège           | Ronny Deila                      | Signé pour Club Bruges   | 25 mai 2023                 | 7e         | Geoffrey Valenne (intérimaire)                  | 25 mai 2023        |

## Calendrier
Le tableau suivant récapitule le calendrier prévisionnel du championnat pour la saison 2022-2023. La Supercoupe de Belgique, les tours des Coupe de Belgique, Ligue des champions, Ligue Europa, et Ligue Europa Conférence auxquels participent des clubs de Jupiler Pro League sont également indiqués.

## Phase classique du championnat

### Classement
Critères de départage en cas d'égalité de points:
1. plus grand nombre de victoires
2. plus grande «différence de buts générale»
3. plus grand nombre de buts marqués
4. plus grand nombre de victoires en déplacement
5. plus grande différence de buts en déplacement
6. plus grand nombre de buts marqués en déplacement
7. play-off

| Rang | Équipe                      | Pts | J  | G  | N  | P  | Bp | Bc | Diff |
| ---- | --------------------------- | --- | -- | -- | -- | -- | -- | -- | ---- |
| 1    | KRC Genk                    | 75  | 34 | 23 | 6  | 5  | 78 | 37 | +41  |
| 2    | Royale Union Saint-Gilloise | 75  | 34 | 23 | 6  | 5  | 70 | 41 | +29  |
| 3    | Royal Antwerp FC            | 72  | 34 | 22 | 6  | 6  | 59 | 26 | +33  |
| 4    | Club Bruges T S             | 59  | 34 | 16 | 11 | 7  | 61 | 36 | +25  |
| 5    | KAA La Gantoise             | 56  | 34 | 16 | 8  | 10 | 64 | 38 | +26  |
| 6    | Standard de Liège           | 55  | 34 | 16 | 7  | 11 | 58 | 45 | +13  |
| 7    | KVC Westerlo P              | 51  | 34 | 14 | 9  | 11 | 61 | 53 | +8   |
| 8    | Cercle Bruges               | 50  | 34 | 13 | 11 | 10 | 50 | 46 | +4   |
| 9    | Sporting Charleroi          | 48  | 34 | 14 | 6  | 14 | 45 | 52 | -7   |
| 10   | OH Louvain                  | 48  | 34 | 13 | 9  | 12 | 56 | 48 | +8   |
| 11   | RSC Anderlecht              | 46  | 34 | 13 | 7  | 14 | 49 | 46 | +3   |
| 12   | Saint-Trond VV              | 42  | 34 | 11 | 9  | 14 | 37 | 40 | -3   |
| 13   | KV Malines                  | 40  | 34 | 11 | 7  | 16 | 49 | 63 | -14  |
| 14   | KV Courtrai                 | 31  | 34 | 8  | 7  | 19 | 37 | 61 | -24  |
| 15   | KAS Eupen                   | 28  | 34 | 7  | 7  | 20 | 40 | 75 | -35  |
| 16   | KV Ostende                  | 27  | 34 | 7  | 6  | 21 | 37 | 76 | -39  |
| 17   | SV Zulte Waregem            | 27  | 34 | 6  | 9  | 19 | 50 | 78 | -28  |
| 18   | RFC Seraing                 | 20  | 34 | 5  | 5  | 24 | 28 | 68 | -40  |

Qualifications après la phase classique
Play-offs 1
- 1er, 2e, 3e et 4e

Play-offs 2
- 5e, 6e, 7e et 8e

Relégation
- 16e, 17e et 18e : relégation en Challenger Pro League

Abréviations
- T : Tenant du titre
- S : Vainqueur de la Supercoupe de Belgique 2022
- P : Promus de Division 1B

### Domicile et extérieur
| Rang | Équipe                      | Pts | J  | G  | N | P  | Bp | Bc | Diff |
| ---- | --------------------------- | --- | -- | -- | - | -- | -- | -- | ---- |
| 1    | KRC Genk                    | 43  | 17 | 14 | 1 | 2  | 44 | 15 | +29  |
| 2    | Royal Antwerp FC            | 41  | 17 | 13 | 2 | 2  | 36 | 11 | +25  |
| 3    | Royale Union Saint-Gilloise | 41  | 17 | 13 | 2 | 2  | 33 | 16 | +17  |
| 4    | Club Bruges T S             | 36  | 17 | 10 | 6 | 1  | 40 | 15 | +25  |
| 5    | Standard de Liège           | 33  | 17 | 9  | 3 | 4  | 34 | 17 | +17  |
| 6    | KAA La Gantoise             | 31  | 17 | 9  | 4 | 4  | 28 | 16 | +12  |
| 7    | Cercle Bruges               | 31  | 17 | 8  | 7 | 2  | 31 | 18 | +13  |
| 8    | KVC Westerlo P              | 28  | 17 | 8  | 4 | 5  | 40 | 26 | +14  |
| 9    | KV Malines                  | 27  | 17 | 7  | 6 | 4  | 29 | 27 | +2   |
| 10   | OH Louvain                  | 26  | 17 | 7  | 5 | 5  | 29 | 24 | +5   |
| 11   | Sporting Charleroi          | 23  | 17 | 7  | 2 | 8  | 23 | 27 | -4   |
| 12   | RSC Anderlecht              | 22  | 17 | 6  | 4 | 7  | 27 | 23 | +4   |
| 13   | Saint-Trond VV              | 22  | 17 | 6  | 4 | 7  | 20 | 19 | +1   |
| 14   | KV Courtrai                 | 17  | 17 | 4  | 5 | 8  | 16 | 29 | -13  |
| 15   | KV Ostende                  | 16  | 17 | 5  | 1 | 10 | 18 | 33 | -15  |
| 16   | KAS Eupen                   | 16  | 17 | 4  | 4 | 9  | 22 | 33 | -11  |
| 17   | SV Zulte Waregem            | 13  | 17 | 3  | 4 | 10 | 27 | 46 | -19  |
| 18   | RFC Seraing                 | 7   | 17 | 1  | 4 | 12 | 8  | 29 | -21  |

| Rang | Équipe                      | Pts | J  | G  | N | P  | Bp | Bc | Diff |
| ---- | --------------------------- | --- | -- | -- | - | -- | -- | -- | ---- |
| 1    | Royale Union Saint-Gilloise | 34  | 17 | 10 | 4 | 3  | 37 | 25 | +12  |
| 2    | KRC Genk                    | 32  | 17 | 9  | 5 | 3  | 34 | 22 | +12  |
| 3    | Royal Antwerp FC            | 31  | 17 | 9  | 4 | 4  | 23 | 15 | +8   |
| 4    | KAA La Gantoise             | 25  | 17 | 7  | 4 | 6  | 36 | 22 | +14  |
| 5    | Sporting Charleroi          | 25  | 17 | 7  | 4 | 6  | 22 | 25 | -3   |
| 6    | RSC Anderlecht              | 24  | 17 | 7  | 3 | 7  | 22 | 23 | -1   |
| 7    | Club Bruges T S             | 23  | 17 | 6  | 5 | 6  | 21 | 21 | 0    |
| 8    | KVC Westerlo P              | 23  | 17 | 6  | 5 | 6  | 21 | 27 | -6   |
| 9    | OH Louvain                  | 22  | 17 | 6  | 4 | 7  | 27 | 24 | +3   |
| 10   | Standard de Liège           | 22  | 17 | 6  | 4 | 7  | 24 | 28 | -4   |
| 11   | Saint-Trond VV              | 20  | 17 | 5  | 5 | 7  | 17 | 21 | -4   |
| 12   | Cercle Bruges               | 19  | 17 | 5  | 4 | 8  | 19 | 28 | -9   |
| 13   | KV Courtrai                 | 14  | 17 | 4  | 2 | 11 | 21 | 32 | -11  |
| 14   | SV Zulte Waregem            | 14  | 17 | 3  | 5 | 9  | 23 | 32 | -9   |
| 15   | KV Malines                  | 13  | 17 | 4  | 1 | 12 | 20 | 36 | -16  |
| 16   | RFC Seraing                 | 13  | 17 | 4  | 1 | 12 | 20 | 39 | -19  |
| 17   | KAS Eupen                   | 12  | 17 | 3  | 3 | 11 | 18 | 42 | -24  |
| 18   | KV Ostende                  | 11  | 17 | 2  | 5 | 10 | 19 | 43 | -24  |

### Résultats
| Résultats (▼dom., ►ext.)                                   | CER | CLU | GNT | EUP | GNK | KVK | KVM | KVO | WES | OHL | SER | ANT | USG | AND | CHA | STA | STR | ZWA |
| Cercle Bruges                                              |     | 2-2 | 3-2 | 5-1 | 1-1 | 2-0 | 0-0 | 2-2 | 0-1 | 2-1 | 3-1 | 0-2 | 1-1 | 1-0 | 4-1 | 1-1 | 3-1 | 1-1 |
| Club Bruges                                                | 4-0 |     | 2-0 | 7-0 | 3-2 | 2-1 | 3-0 | 4-2 | 0-2 | 1-1 | 2-0 | 2-2 | 1-1 | 1-1 | 2-2 | 2-0 | 3-0 | 1-1 |
| KAA La Gantoise                                            | 3-4 | 2-0 |     | 3-0 | 2-3 | 2-1 | 3-0 | 1-2 | 2-1 | 2-0 | 2-1 | 1-2 | 1-1 | 1-0 | 0-0 | 0-0 | 1-1 | 2-0 |
| KAS Eupen                                                  | 2-2 | 2-1 | 0-4 |     | 1-1 | 0-1 | 2-1 | 4-4 | 1-1 | 4-2 | 1-3 | 0-1 | 1-2 | 0-1 | 1-2 | 2-0 | 0-2 | 1-5 |
| KRC Genk                                                   | 2-1 | 3-1 | 1-0 | 4-2 |     | 2-1 | 3-1 | 3-0 | 6-1 | 2-1 | 4-0 | 0-1 | 1-2 | 5-2 | 4-1 | 3-1 | 0-0 | 1-0 |
| KV Courtrai                                                | 1-1 | 1-0 | 0-4 | 0-0 | 1-0 |     | 1-4 | 2-2 | 0-2 | 0-2 | 3-2 | 2-1 | 2-4 | 2-2 | 0-1 | 0-1 | 0-0 | 1-3 |
| KV Malines                                                 | 1-1 | 0-3 | 1-1 | 2-1 | 2-2 | 3-2 |     | 2-1 | 5-4 | 0-0 | 2-3 | 0-2 | 3-0 | 1-3 | 2-2 | 2-0 | 1-0 | 2-2 |
| KV Ostende                                                 | 1-2 | 3-0 | 1-3 | 1-0 | 1-2 | 3-1 | 2-1 |     | 1-2 | 0-4 | 1-2 | 0-3 | 1-6 | 0-2 | 0-0 | 1-3 | 0-1 | 2-1 |
| KVC Westerlo                                               | 2-0 | 0-0 | 3-3 | 0-1 | 2-3 | 3-1 | 2-0 | 6-0 |     | 1-2 | 2-2 | 3-3 | 4-2 | 2-1 | 2-3 | 4-2 | 2-3 | 2-0 |
| OH Louvain                                                 | 0-0 | 0-3 | 1-1 | 1-1 | 0-1 | 2-3 | 4-1 | 2-1 | 2-0 |     | 5-0 | 1-1 | 0-3 | 0-2 | 3-2 | 3-2 | 1-1 | 4-2 |
| RFC Seraing                                                | 0-1 | 0-2 | 0-5 | 0-1 | 0-4 | 0-1 | 0-2 | 1-1 | 1-1 | 2-1 |     | 0-2 | 1-2 | 0-1 | 0-1 | 1-1 | 1-2 | 1-1 |
| Royal Antwerp FC                                           | 2-1 | 0-0 | 2-0 | 2-0 | 1-3 | 1-0 | 5-0 | 3-0 | 3-0 | 4-2 | 2-1 |     | 4-2 | 0-0 | 0-1 | 4-1 | 2-0 | 1-0 |
| Royale Union Saint-Gilloise                                | 2-1 | 2-2 | 2-0 | 2-1 | 1-2 | 2-1 | 2-1 | 3-0 | 1-1 | 1-0 | 2-1 | 2-0 |     | 2-1 | 1-0 | 2-4 | 2-1 | 4-0 |
| RSC Anderlecht                                             | 2-0 | 0-1 | 0-1 | 4-2 | 0-2 | 4-1 | 2-3 | 2-0 | 0-0 | 2-2 | 3-1 | 0-0 | 1-3 |     | 0-1 | 2-2 | 3-1 | 2-3 |
| Sporting Charleroi                                         | 2-1 | 1-3 | 2-1 | 3-1 | 2-2 | 2-2 | 0-5 | 1-3 | 2-3 | 0-1 | 3-0 | 1-0 | 0-1 | 0-1 |     | 0-1 | 1-0 | 3-2 |
| Standard de Liège                                          | 2-0 | 3-0 | 2-2 | 3-1 | 2-0 | 0-2 | 2-0 | 1-0 | 2-0 | 1-3 | 0-2 | 3-0 | 2-3 | 5-0 | 3-1 |     | 1-1 | 2-2 |
| Saint-Trond VV                                             | 0-1 | 1-1 | 0-3 | 0-1 | 2-2 | 1-0 | 3-1 | 5-0 | 0-1 | 0-0 | 2-1 | 0-1 | 1-1 | 0-3 | 2-1 | 1-2 |     | 2-0 |
| SV Zulte Waregem                                           | 2-3 | 1-2 | 2-6 | 5-5 | 1-4 | 3-3 | 2-0 | 1-1 | 1-1 | 2-5 | 2-0 | 0-2 | 1-3 | 3-2 | 1-3 | 0-3 | 0-3 |     |
| - Victoire à domicile - Match nul - Victoire à l'extérieur |     |     |     |     |     |     |     |     |     |     |     |     |     |     |     |     |     |     |

Source: Calendrier Division 1A 2022-2023

## Play-offs du championnat
Critères de départage en cas d'égalité de points:
1. points ;
2. points sans (possible) demi-points ajoutés en raison de l'arrondissement ;
3. position finale de saison régulière.

### Play-offs 1
Les points obtenus durant la saison régulière seront divisés par deux (et arrondis) avant le début des play-offs. Genk et Union SG partaient donc avec 38 points, Antwerp avec 36 et le FC Bruges avec 30. En cas d'égalité entre certaines équipes, leur ordre relatif serait basé sur la liste suivante : Antwerp (points non arrondis) , Genk (1er en phase classique), Union SG (2e en phase classique), FC Bruges (4e en phase classique).

#### Classement
| Rang | Équipe                      | Pts | J | G | N | P | Bp | Bc | Diff |  | Résultats (▼ dom., ► ext.)  | ANT | GNK | USG | CLU |
| ---- | --------------------------- | --- | - | - | - | - | -- | -- | ---- |  | --------------------------- | --- | --- | --- | --- |
| 1    | Royal Antwerp FC C          | 47  | 6 | 3 | 2 | 1 | 10 | 8  | +2   |  | Royal Antwerp FC C          |     | 2-1 | 1-1 | 3-2 |
| 2    | KRC Genk                    | 46* | 6 | 2 | 2 | 2 | 10 | 10 | 0    |  | KRC Genk                    | 2-2 |     | 1-1 | 3-1 |
| 3    | Royale Union Saint-Gilloise | 46* | 6 | 2 | 2 | 2 | 8  | 8  | 0    |  | Royale Union Saint-Gilloise | 0-2 | 3-0 |     | 1-3 |
| 4    | Club Bruges T S             | 36* | 6 | 2 | 0 | 4 | 10 | 12 | -2   |  | Club Bruges T S             | 2-0 | 1-3 | 1-2 |     |

Qualifications européennes
Ligue des champions 2023-2024
- 1er : Barrages pour champions
- 2e : deuxième tour de qualification pour non-champions

Ligue Europa 2023-2024
- 3e : barrages

Ligue Europa Conférence 2023-2024
- 4e : deuxième tour de qualification pour non-champions

Abréviations
- T : Tenant du titre
- C : Vainqueur de la Croky Cup 2022-2023
- S : Vainqueur de la Supercoupe de Belgique de football 2022

### Play-offs 2
Les points obtenus durant la saison régulière seront divisés par deux (et arrondis) avant le début des play-offs. La Gantoise et Standard ont commencé avec 28 points, Westerlo avec 26 et Cercle Bruges avec 25. Comme les points du Standard et de Westerlo ont été arrondis, en cas d'égalité, ils seraient toujours classés en dessous de l'équipe (ou des équipes) avec laquelle ils sont à égalité. Le facteur décisif après cela serait la position finale de la saison régulière.

#### Classement
| Rang | Équipe            | Pts | J | G | N | P | Bp | Bc | Diff |  | Résultats (▼ dom., ► ext.) | GNT | CER | STA | WES |
| ---- | ----------------- | --- | - | - | - | - | -- | -- | ---- |  | -------------------------- | --- | --- | --- | --- |
| 5    | KAA La Gantoise   | 43  | 6 | 5 | 1 | 0 | 17 | 6  | +11  |  | KAA La Gantoise            |     | 2-2 | 3-1 | 3-1 |
| 6    | Cercle Bruges     | 39  | 6 | 3 | 2 | 1 | 13 | 9  | +4   |  | Cercle Bruges              | 0-4 |     | 0-0 | 2-0 |
| 7    | Standard de Liège | 30* | 6 | 0 | 2 | 4 | 4  | 14 | -10  |  | Standard de Liège          | 1-2 | 0-4 |     | 2-2 |
| 8    | KVC Westerlo P    | 30* | 6 | 1 | 1 | 4 | 10 | 15 | -5   |  | KVC Westerlo P             | 1-3 | 3-5 | 3-0 |     |

Qualifications européennes
Ligue Europa Conférence 2023-2024
- 5e : deuxième tour de qualification pour non-champions

Abréviations
- P : Promus de Division 1B

## Statistiques

### Évolution du classement

#### Phase classique
| Journée →                   | 1  | 2  | 3  | 4  | 5   | 6   | 7  | 8  | 9  | 10 | 11 | 12 | 13 | 14   | 15   | 16   | 17   | 18   | 19   | 20   | 21   | 22   | 23   | 24   | 25   | 26   | 27   | 28   | 29   | 30   | 31   | 32   | 33 | 34 | Journées relégable |
| Équipe                      |    |    |    |    |     |     |    |    |    |    |    |    |    |      |      |      |      |      |      |      |      |      |      |      |      |      |      |      |      |      |      |      |    |    |                    |
| --------------------------- | -- | -- | -- | -- | --- | --- | -- | -- | -- | -- | -- | -- | -- | ---- | ---- | ---- | ---- | ---- | ---- | ---- | ---- | ---- | ---- | ---- | ---- | ---- | ---- | ---- | ---- | ---- | ---- | ---- | -- | -- | ------------------ |
| Cercle Bruges               | 14 | 13 | 16 | 15 | 16  | 16  | 18 | 18 | 17 | 17 | 17 | 12 | 12 | 9    | 12   | 10   | 9    | 9    | 10   | 10   | 10   | 10   | 8    | 9    | 9    | 8    | 8    | 8    | 8    | 10   | 10   | 10   | 9  | 8  | 8                  |
| Club Bruges                 | 7  | 8  | 8  | 5  | 3   | 3   | 3  | 3  | 3  | 3  | 3  | 3  | 3  | 3    | 3    | 4    | 4    | 4    | 4    | 4    | 4    | 5    | 4    | 4    | 4    | 4    | 4    | 4    | 4    | 5    | 5    | 5    | 5  | 4  |                    |
| KAA La Gantoise             | 8  | 14 | 6  | 4  | 7-1 | 9-1 | 7  | 5  | 7  | 9  | 8  | 6  | 6  | 5    | 6    | 5    | 5    | 5    | 5    | 5    | 5    | 4    | 5    | 5    | 5    | 5    | 5    | 5    | 5    | 4    | 4    | 4    | 4  | 5  |                    |
| KAS Eupen                   | 13 | 10 | 15 | 16 | 18  | 14  | 15 | 15 | 15 | 15 | 16 | 17 | 14 | 15   | 15   | 15   | 15   | 13   | 13   | 14   | 15   | 15-1 | 15-1 | 14   | 14   | 15   | 15   | 15   | 14   | 15   | 15   | 15   | 15 | 15 | 4                  |
| KRC Genk                    | 12 | 4  | 2  | 2  | 1   | 1   | 2  | 2  | 2  | 2  | 2  | 1  | 1  | 1    | 1    | 1    | 1    | 1    | 1    | 1    | 1    | 1-1  | 1-1  | 1    | 1    | 1    | 1    | 1    | 1    | 1    | 1    | 1    | 1  | 1  |                    |
| KV Courtrai                 | 14 | 12 | 10 | 14 | 13  | 17  | 12 | 14 | 14 | 14 | 15 | 16 | 16 | 17   | 16   | 16   | 17   | 16   | 15   | 15   | 14   | 14   | 14   | 15   | 15   | 14   | 14   | 14   | 15   | 14   | 14   | 14   | 14 | 14 | 8                  |
| KV Malines                  | 14 | 17 | 12 | 11 | 8   | 10  | 11 | 10 | 12 | 12 | 12 | 13 | 13 | 10   | 13   | 13   | 13-1 | 14-1 | 14-1 | 13-1 | 13-1 | 13-1 | 13-1 | 13-1 | 13-1 | 13-1 | 13-1 | 13-1 | 13-1 | 13-1 | 13-1 | 13-1 | 13 | 13 | 1                  |
| KV Ostende                  | 14 | 11 | 5  | 10 | 11  | 13  | 14 | 13 | 13 | 13 | 13 | 15 | 17 | 14   | 14   | 14   | 14   | 15   | 16   | 16   | 17   | 17   | 17   | 18   | 17   | 17   | 17   | 16   | 16   | 16   | 16   | 16   | 17 | 17 | 17                 |
| KVC Westerlo                | 4  | 9  | 14 | 7  | 10  | 12  | 13 | 12 | 11 | 7  | 7  | 8  | 8  | 7    | 7    | 7    | 6    | 7    | 7    | 7    | 8    | 7    | 7    | 7    | 7    | 7    | 6    | 7    | 6    | 6    | 7    | 7    | 7  | 7  |                    |
| OH Louvain                  | 2  | 1  | 4  | 9  | 6   | 4   | 4  | 4  | 4  | 5  | 5  | 7  | 7  | 8    | 8    | 9    | 8    | 8    | 9    | 9    | 9    | 9    | 10   | 11   | 11   | 12   | 12   | 11   | 10   | 11   | 11   | 11   | 11 | 10 |                    |
| RFC Seraing                 | 14 | 18 | 18 | 18 | 17  | 18  | 16 | 16 | 16 | 16 | 14 | 14 | 15 | 16   | 17   | 18   | 18   | 18   | 18   | 18   | 18   | 18   | 18   | 17   | 18   | 18   | 18   | 18   | 18   | 18   | 18   | 18   | 18 | 18 | 30                 |
| Royal Antwerp FC            | 2  | 2  | 1  | 1  | 2-1 | 2-1 | 1  | 1  | 1  | 1  | 1  | 2  | 2  | 2    | 2    | 2    | 3    | 3    | 3    | 3    | 3    | 3    | 3    | 3    | 3    | 3    | 3    | 3    | 3    | 3    | 3    | 3    | 3  | 3  |                    |
| Royale Union Saint-Gilloise | 10 | 3  | 11 | 6  | 9-1 | 5-1 | 5  | 7  | 6  | 4  | 4  | 4  | 4  | 4    | 4    | 3    | 2    | 2    | 2    | 2    | 2    | 2    | 2    | 2    | 2    | 2    | 2    | 2    | 2    | 2    | 2    | 2    | 2  | 2  |                    |
| RSC Anderlecht              | 4  | 6  | 3  | 3  | 4-1 | 6-1 | 8  | 9  | 8  | 10 | 9  | 9  | 9  | 12-1 | 10-1 | 11-1 | 11-1 | 11   | 11   | 12   | 12   | 11   | 11   | 10   | 10   | 9    | 9    | 10   | 9    | 8    | 8    | 9    | 10 | 11 |                    |
| Sporting Charleroi          | 1  | 5  | 13 | 8  | 5   | 7   | 6  | 8  | 10 | 8  | 10 | 11 | 10 | 13   | 11   | 12   | 12-1 | 12-1 | 12-1 | 11-1 | 11-1 | 12-1 | 12-1 | 12-1 | 12-1 | 11-1 | 10-1 | 9-1  | 11-1 | 9-1  | 9-1  | 8-1  | 8  | 9  |                    |
| Standard de Liège           | 9  | 16 | 9  | 12 | 14  | 11  | 9  | 6  | 5  | 6  | 6  | 5  | 5  | 6-1  | 5-1  | 6-1  | 7-1  | 6    | 6    | 6    | 6    | 6    | 6    | 6    | 6    | 6    | 7    | 6    | 7    | 7    | 6    | 6    | 6  | 6  | 1                  |
| Saint-Trond VV              | 11 | 15 | 17 | 17 | 12  | 8   | 10 | 11 | 9  | 11 | 11 | 10 | 11 | 11   | 9    | 8    | 10   | 10   | 8    | 8    | 7    | 8    | 9    | 8    | 8    | 10   | 11   | 12   | 12   | 12   | 12   | 12   | 12 | 12 | 2                  |
| SV Zulte Waregem            | 4  | 6  | 7  | 13 | 15  | 15  | 17 | 17 | 18 | 18 | 18 | 18 | 18 | 18   | 18   | 17   | 16   | 17   | 17   | 17   | 16   | 16   | 16   | 16   | 16   | 16   | 16   | 17   | 17   | 17   | 17   | 17   | 16 | 16 | 28                 |

À l'issue d'une journée, plusieurs équipes étaient classées ex æquo selon tous les points du règlement :
1. ↑  À l'issue de la 1re journée, les équipes de Royal Antwerp et OH Louvain sont toutes les deux ex æquo et classées à la 2e place, Anderlecht, SV Zulte Waregem et KVC Westerlo sont toutes les trois ex æquo et classées à la 4e place, Malines, Cercle Bruges, Ostende, Courtrai et RFC Seraing sont toutes les cinq ex æquo et classées à la 14e place.
2. ↑  À l'issue de la 2e journée, les équipes de Anderlecht et SV Zulte Waregem sont toutes les deux ex æquo et classées à la 6e place.

En exposant rouge, le nombre de matches de retard pour les équipes concernées :
1. ↑  En raison des implications dans les Coupes d'Europe, les rencontres Antwerp - Union-Saint-Gilloise et Anderlecht - La Gantoise, comptant pour la 5e journée sont reportées aux 31 août et 1er septembre 2022, soit entre les 6e et 7e journées.
2. ↑  En raison des émeutes de spectateurs, la rencontre Standard - Anderlecht, comptant pour la 14e journée est arrêtée à la 63e minute. Le 22 décembre 2022, le match s'est arrêté à 3 - 1 en seconde période en raison des supporters d'Anderlecht lançant des pièces pyrotechniques sur le terrain. Le Standard a remporté une victoire par forfait, mais les deux clubs ont été pénalisés pour avoir pris des mesures insuffisantes pour empêcher l'événement. Anderlecht a été contraint de jouer deux matches sans supporters et condamné à une amende de 10 000 €, avec deux autres matches provisoires à domicile sans supporters au cas où des événements similaires se reproduiraient. Le Standard a également écopé d'une amende de 10.000 € et d'un match provisoire sans supporters.
3. ↑  En raison des émeutes de spectateurs, la rencontre Charleroi - Malines, comptant pour la 17e journée est arrêtée à la 67e minute. Quatre mois plus tard, le 17 mars 2023, la commission disciplinaire a décidé que le match devait être rejoué (en entier) à huis clos, l'arbitre Jan Boterberg ayant commis des erreurs de procédure dans le dépôt de son rapport. Après un appel devant le Tribunal belge de l'arbitrage du sport par plusieurs clubs concernés, la décision finale a été rendue le 11 avril 2023 et Charleroi s'est vu infliger une défaite par forfait 0-5.
4. ↑  En raison des chutes de neige, la rencontre Eupen - Genk, comptant pour la 22e journée est reportée au 1er février 2023.

#### Play-offs 1 et 2
| Journée →                   | 1 | 2 | 3 | 4 | 5 | 6 | Journées en tête |
| Équipe                      |   |   |   |   |   |   |                  |
| --------------------------- | - | - | - | - | - | - | ---------------- |
| Cercle Bruges               | 7 | 6 | 7 | 6 | 6 | 6 |                  |
| Club Bruges                 | 4 | 4 | 4 | 4 | 4 | 4 |                  |
| KAA La Gantoise             | 5 | 5 | 5 | 5 | 5 | 5 |                  |
| KRC Genk                    | 1 | 2 | 3 | 3 | 3 | 2 | 1                |
| KVC Westerlo                | 8 | 8 | 8 | 8 | 8 | 8 |                  |
| Royal Antwerp FC            | 2 | 1 | 1 | 1 | 1 | 1 | 5                |
| Royale Union Saint-Gilloise | 3 | 3 | 2 | 2 | 2 | 3 |                  |
| Standard de Liège           | 6 | 7 | 6 | 7 | 7 | 7 |                  |

### Meilleurs buteurs
Mise à jour : 9 juin 2023
|    | Buteur          | Club             | Buts | Matchs |
| -- | --------------- | ---------------- | ---- | ------ |
| 1  | Hugo Cuypers    | KAA La Gantoise  | 27   | 39     |
| 2  | Ayase Ueda      | Cercle Bruges    | 22   | 40     |
| 3  | Gianni Bruno    | Saint-Trond VV   | 18   | 30     |
| 4  | Vincent Janssen | Royal Antwerp FC | 18   | 36     |
| 5  | Joseph Paintsil | KRC Genk         | 17   | 36     |
| 6  | Paul Onuachu    | KRC Genk         | 16   | 19     |
| 7  | Gift Orban      | KAA La Gantoise  | 15   | 16     |
| 8  | Hans Vanaken    | Club Bruges      | 14   | 40     |
| 9  | Mario González  | OH Louvain       | 13   | 22     |
| 10 | Ferran Jutglà   | Club Bruges      | 13   | 34     |

| Source : Classement des buteurs sur le site de la Jupiler Pro League |

### Meilleurs gardiens de but
Mise à jour : 9 juin 2023
|    | Gardiens de but  | Club                        | Clean sheets | Matchs |
| -- | ---------------- | --------------------------- | ------------ | ------ |
| 1  | Jean Butez       | Royal Antwerp FC            | 20           | 40     |
| 2  | Simon Mignolet   | Club Bruges                 | 14           | 40     |
| 3  | Arnaud Bodart    | Standard de Liège           | 12           | 40     |
| 4  | Paul Nardi       | KAA La Gantoise             | 11           | 30     |
| 5  | Sinan Bolat      | KVC Westerlo                | 10           | 36     |
| 6  | Radosław Majecki | Cercle Bruges               | 9            | 34     |
| 7  | Anthony Moris    | Royale Union Saint-Gilloise | 9            | 40     |
| 8  | Bart Verbruggen  | RSC Anderlecht              | 8            | 17     |
| 9  | Hervé Koffi      | Sporting Charleroi          | 8            | 28     |
| 10 | Daniel Schmidt   | Saint-Trond VV              | 8            | 31     |

| Source : Classement des gardiens de but sur le site de la Jupiler Pro League |

### Meilleurs passeurs
Mise à jour : 9 juin 2023
|    | Passeurs          | Club                        | Passes | Matchs |
| -- | ----------------- | --------------------------- | ------ | ------ |
| 1  | Mike Trésor       | KRC Genk                    | 24     | 39     |
| 2  | Teddy Teuma       | Royale Union Saint-Gilloise | 12     | 36     |
| 3  | Joseph Paintsil   | KRC Genk                    | 11     | 36     |
| 4  | Simon Adingra     | Royale Union Saint-Gilloise | 9      | 36     |
| 5  | Adem Zorgane      | Sporting Charleroi          | 8      | 32     |
| 6  | Geoffry Hairemans | KV Malines                  | 8      | 33     |
| 7  | Victor Boniface   | Royale Union Saint-Gilloise | 8      | 37     |
| 8  | Kévin Denkey      | Cercle Bruges               | 8      | 38     |
| 8  | Sven Kums         | KAA La Gantoise             | 8      | 38     |
| 10 | Hugo Cuypers      | KAA La Gantoise             | 8      | 39     |

| Source : Classement des passeurs sur le site de la Jupiler Pro League |

### Coups du chapeau
| Joueurs        | Club             | Contre             | Résultats | Dates           |
| -------------- | ---------------- | ------------------ | --------- | --------------- |
| Dino Hotić     | Cercle Bruges    | KAA La Gantoise    | 4-3 (E)   | 2 octobre 2022  |
| Mario González | OH Louvain       | SV Zulte Waregem   | 5-2 (E)   | 8 octobre 2022  |
| Kévin Denkey   | Cercle Bruges    | KAS Eupen          | 5-1 (D)   | 15 octobre 2022 |
| Paul Onuachu 4 | KRC Genk         | Sporting Charleroi | 4-1 (D)   | 4 novembre 2022 |
| Gift Orban 4   | KAA La Gantoise  | SV Zulte Waregem   | 2-6 (E)   | 12 mars 2023    |
| Zinho Gano     | SV Zulte Waregem | KAS Eupen          | 1-5 (E)   | 15 avril 2023   |
| Ferran Jutglà  | Club Bruges      | KAS Eupen          | 7-0 (D)   | 23 avril 2023   |
| Nene Dorgeles  | KVC Westerlo     | Cercle Bruges      | 3-5 (D)   | 7 mai 2023      |
| Gift Orban     | KAA La Gantoise  | Cercle Bruges      | 4-0 (E)   | 13 mai 2023     |
| Hugo Cuypers   | KAA La Gantoise  | Standard de Liège  | 3-1 (D)   | 3 juin 2023     |

- 4 Le joueur a marqué quatre buts.

## Parcours en coupes d'Europe
Le parcours des clubs belges sur la scène continentale est important puisqu'il détermine le coefficient UEFA, et donc le nombre de formations belges présentes en coupes d'Europe les années suivantes.

### Résultats des clubs
| Club Bruges                 | Ligue des champions     | Huitièmes de finale             | SL Benfica          |
| Royale Union Saint-Gilloise | Ligue des champions     | Troisième tour de qualification | Rangers FC          |
| Royale Union Saint-Gilloise | Ligue Europa            | Quarts de finale                | Bayer Leverkusen    |
| KAA La Gantoise             | Ligue Europa            | Barrages                        | Omonia Nicosie      |
| RSC Anderlecht              | Ligue Europa Conférence | Quarts de finale                | AZ Alkmaar          |
| KAA La Gantoise             | Ligue Europa Conférence | Quarts de finale                | West Ham United     |
| Royal Antwerp FC            | Ligue Europa Conférence | Barrages                        | Istanbul Basaksehir |

### Coefficient UEFA du championnat belge
Le classement UEFA de la fin de saison 2022-2023 permet d'établir la répartition et le nombre d'équipes pour les coupes d'Europe de la saison 2024-2025.
| Rang 2023 | Rang 2022 | Évolution | Ligue      | 2018-2019 | 2019-2020 | 2020-2021 | 2021-2022 | 2022-2023 | Coefficient | Places en Ligue des champions | Places en Ligue des champions | Places en Ligue des champions | Places en Ligue des champions | Places en Ligue Europa | Places en Ligue Europa | Places en Ligue Europa | Places en Ligue Europa | Places en Ligue Europa | Places en Ligue Europa Conférence | Places en Ligue Europa Conférence | Places en Ligue Europa Conférence | Places en Ligue Europa Conférence | Places en Ligue Europa Conférence |
| Rang 2023 | Rang 2022 | Évolution | Ligue      | 2018-2019 | 2019-2020 | 2020-2021 | 2021-2022 | 2022-2023 | Coefficient | PG                            | TB                            | T3                            | T2                            | PG                     | TB                     | T3                     | T2                     | T1                     | PG                                | TB                                | T3                                | T2                                | T1                                |
| --------- | --------- | --------- | ---------- | --------- | --------- | --------- | --------- | --------- | ----------- | ----------------------------- | ----------------------------- | ----------------------------- | ----------------------------- | ---------------------- | ---------------------- | ---------------------- | ---------------------- | ---------------------- | --------------------------------- | --------------------------------- | --------------------------------- | --------------------------------- | --------------------------------- |
| 1         | 1         | =         | Angleterre | 22.642    | 18.571    | 24.357    | 21.000    | 23.000    | 109.570     | 4                             | -                             | -                             | -                             | 2                      | -                      | -                      | -                      | -                      | -                                 | 1                                 | -                                 | -                                 | -                                 |
| 2         | 2         | =         | Espagne    | 19.571    | 18.928    | 19.500    | 18.428    | 16.571    | 92.998      | 4                             | -                             | -                             | -                             | 2                      | -                      | -                      | -                      | -                      | -                                 | 1                                 | -                                 | -                                 | -                                 |
| 3         | 4         | +1        | Allemagne  | 15.214    | 18.714    | 15.214    | 16.214    | 17.125    | 82.481      | 4                             | -                             | -                             | -                             | 2                      | -                      | -                      | -                      | -                      | -                                 | 1                                 | -                                 | -                                 | -                                 |
| 4         | 3         | -1        | Italie     | 12.642    | 14.928    | 16.285    | 15.714    | 22.357    | 81.926      | 4                             | -                             | -                             | -                             | 2                      | -                      | -                      | -                      | -                      | -                                 | 1                                 | -                                 | -                                 | -                                 |
| 5         | 5         | =         | France     | 10.583    | 11.666    | 7.916     | 18.416    | 12.583    | 61.164      | 3                             | -                             | 1                             | -                             | 2                      | -                      | -                      | -                      | -                      | -                                 | 1                                 | -                                 | -                                 | -                                 |
| 6         | 7         | +1        | Pays-Bas   | 8.600     | 9.400     | 9.200     | 19.200    | 13.500    | 59.900      | 2                             | -                             | 1                             | -                             | 1                      | -                      | -                      | 1                      | -                      | -                                 | -                                 | -                                 | 1                                 | -                                 |
| 7         | 6         | -1        | Portugal   | 10.900    | 10.300    | 9.600     | 12.916    | 12.500    | 56.216      | 1                             | -                             | 1                             | -                             | 1                      | -                      | -                      | 1                      | -                      | -                                 | -                                 | -                                 | 1                                 | -                                 |
| 8         | 13        | +5        | Belgique   | 7.800     | 7.600     | 6.000     | 6.600     | 14.200    | 42.200      | 1                             | -                             | 1                             | -                             | -                      | 1                      | -                      | 1                      | -                      | -                                 | -                                 | -                                 | 1                                 | -                                 |
| 9         | 9         | =         | Écosse     | 6.750     | 9.750     | 8.500     | 7.900     | 3.500     | 36.400      | 1                             | -                             | 1                             | -                             | -                      | 1                      | -                      | 1                      | -                      | -                                 | -                                 | -                                 | 1                                 | -                                 |
| 10        | 8         | -2        | Autriche   | 6.200     | 5.800     | 6.700     | 10.400    | 4.900     | 34.000      | 1                             | -                             | -                             | 1                             | -                      | 1                      | -                      | 1                      | -                      | -                                 | -                                 | -                                 | 1                                 | -                                 |

### Coefficient UEFA des clubs engagés en Coupe d'Europe
- Ligue des champions 2022-2023
- Ligue Europa 2022-2023
- Ligue Europa Conférence 2022-2023

| Rang 2022 | Rang 2023 | Évolution | Club                        | 2018-2019 | 2019-2020 | 2020-2021 | 2021-2022 | 2022-2023 | Coefficient UEFA |
| --------- | --------- | --------- | --------------------------- | --------- | --------- | --------- | --------- | --------- | ---------------- |
| 44        | 30        | +14       | Club Bruges                 | 11.000    | 8.000     | 11.000    | 7.000     | 17.000    | 54.000           |
| 59        | 47        | +12       | KAA La Gantoise             | 2.500     | 10.000    | 3.000     | 11.000    | 11.000    | 37.500           |
| 121       | 92        | +29       | RSC Anderlecht              | 3.000     | 0.000     | 0.000     | 2.500     | 12.000    | 17.500           |
| 107       | 93        | +14       | Royal Antwerp FC            | 0.000     | 2.500     | 8.000     | 4.000     | 2.500     | 17.000           |
| -         | 82        | -         | Royale Union Saint-Gilloise | 0.000     | 0.000     | 0.000     | 0.000     | 19.000    | 19.000           |

## Bilan de la saison
| Championnat de Belgique de football 2022-2023 |                             |
| Champion                                      | Royal Antwerp FC            |
| Coupes et trophées                            |                             |
| Vainqueur de la Croky Cup 2022-2023           | Royal Antwerp FC            |
| Qualifications continentales                  |                             |
| Ligue des champions 2023-2024                 | Royal Antwerp FC            |
| Ligue des champions 2023-2024                 | KRC Genk                    |
| Ligue Europa 2023-2024                        | Royale Union Saint-Gilloise |
| Ligue Europa Conférence 2023-2024             | Club Bruges                 |
| Ligue Europa Conférence 2023-2024             | KAA La Gantoise             |
| Promotions et relégations                     |                             |
| Promus en Jupiler Pro League                  | RWDM                        |
| Relégués en Challenger Pro League             | KV Ostende                  |
| Relégués en Challenger Pro League             | SV Zulte Waregem            |
| Relégués en Challenger Pro League             | RFC Seraing                 |